# Крупка гайова
{{#ifeq:0|0|{{#if:|{{#if:Drabanemorosa|[[]}}|}}}}
Крупка гайова, крупка дібровна (Draba nemorosa) — вид рослин з родини капустяних (Brassicaceae), поширений у Євразії.

## Опис
Однорічна трав'яниста рослина 5–40(60) см заввишки. Прикореневі листки в розетці, звужені в черешках. Стеблові листки сидячі, не охоплюють стебло. Пелюстки жовті, 2–3 мм завдовжки. Стручечки довгасто-еліптичні, 4–10 мм завдовжки. Стебла від прямостійних до висхідних, прості або розгалужені трохи вище основи, густо запушені, голі від проксимальних квіток до верхівки. Насіння червоно-коричневе, яйцеподібне, 0.5–0.7(0.8) × 0.3–0.4(0.5) мм. 2n = 16

## Поширення
Поширений у Європі, Азії; натуралізований у Канаді, США, Австралії (Тасманія), пд.-сх. Норвегії, пд.-сх. Німеччині.
В Україні вид зростає на сухих схилах, луках, в чагарниках, на узбіччях доріг — на всій території; в Криму рідко; занесено до Закарпатської о6л. (Ужгородський р-н, станція Чоп, с. Холмец).

## Галерея

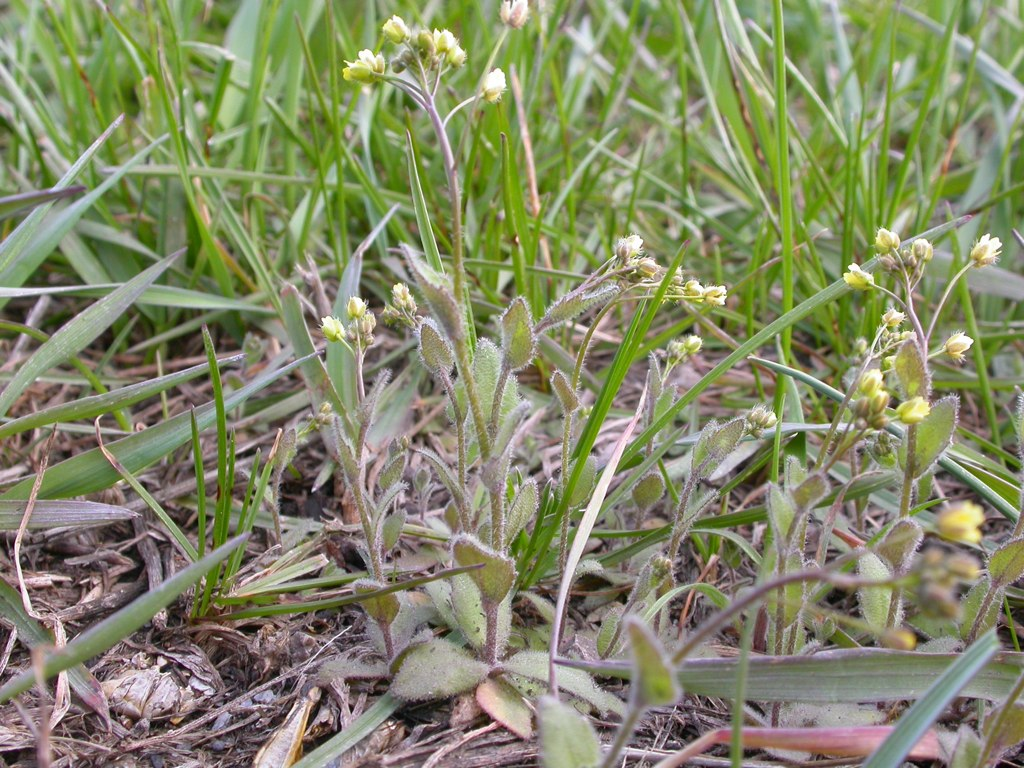
рослина
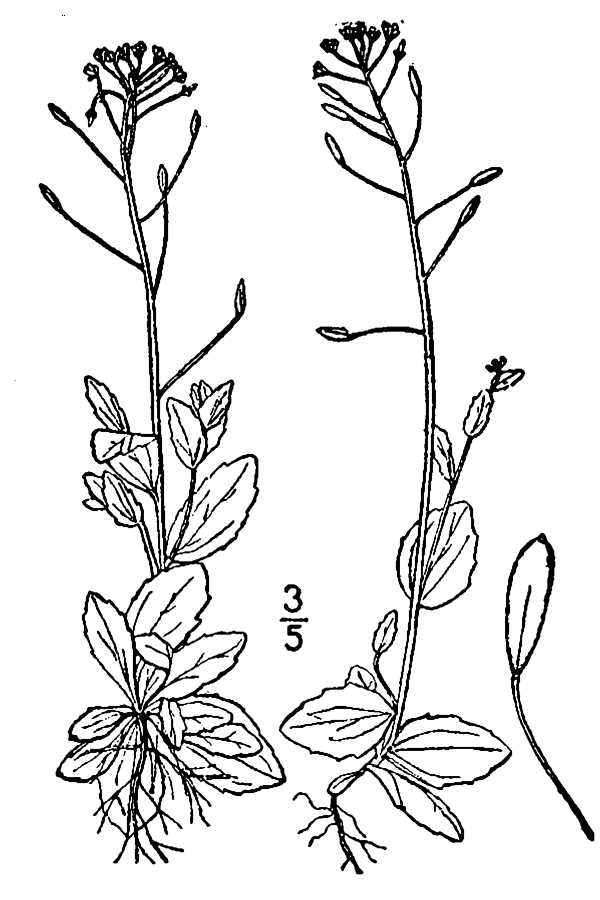
ілюстрація